# Бад-Брайзіг
Бад-Брайзіг (нім. Bad Breisig) — місто в Німеччині, розташоване в землі Рейнланд-Пфальц. Входить до складу району Арвайлер. Центр об'єднання громад Бад-Брайзіг.
Площа — 19,94 км2. Населення становить 9530 ос. (станом на 31 грудня 2020).

## Галерея

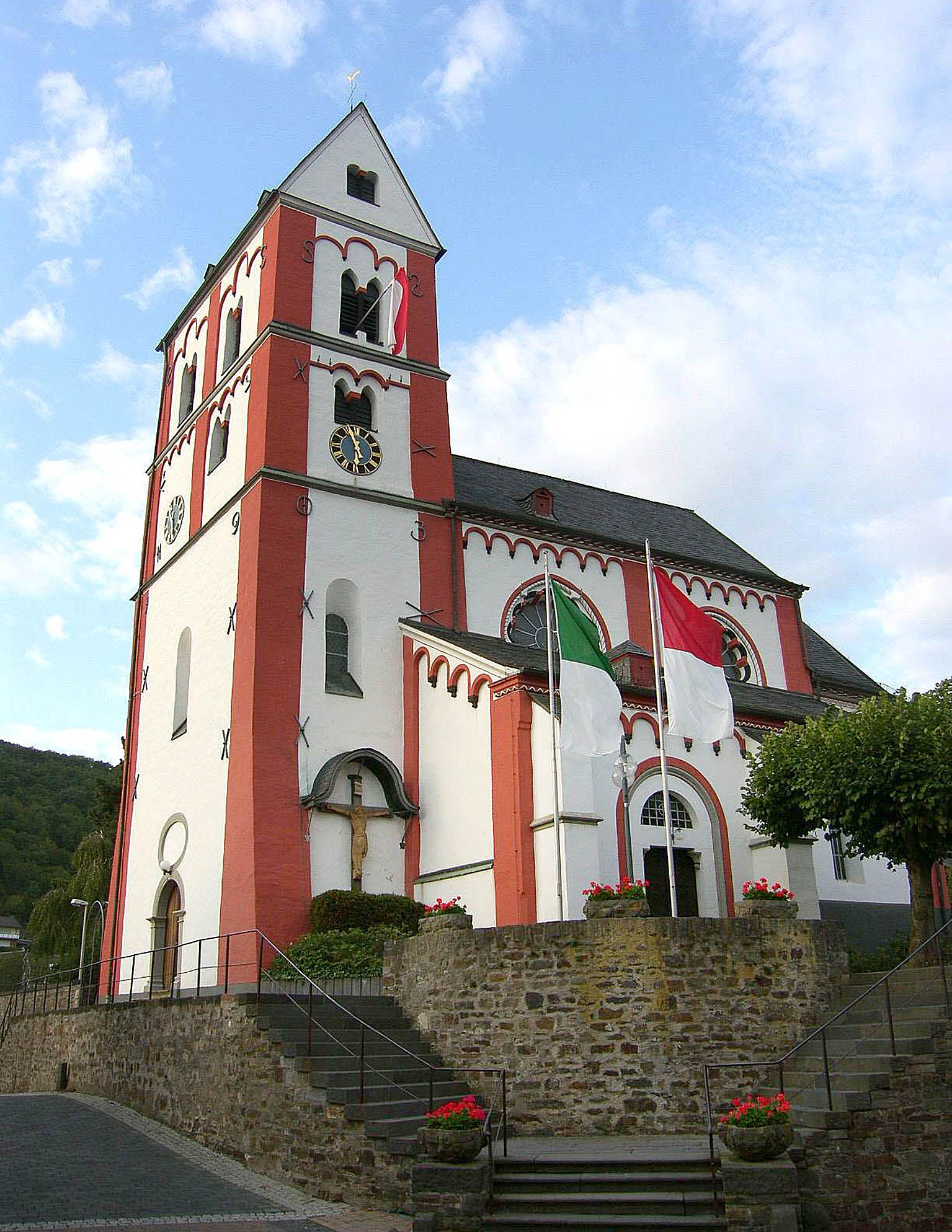
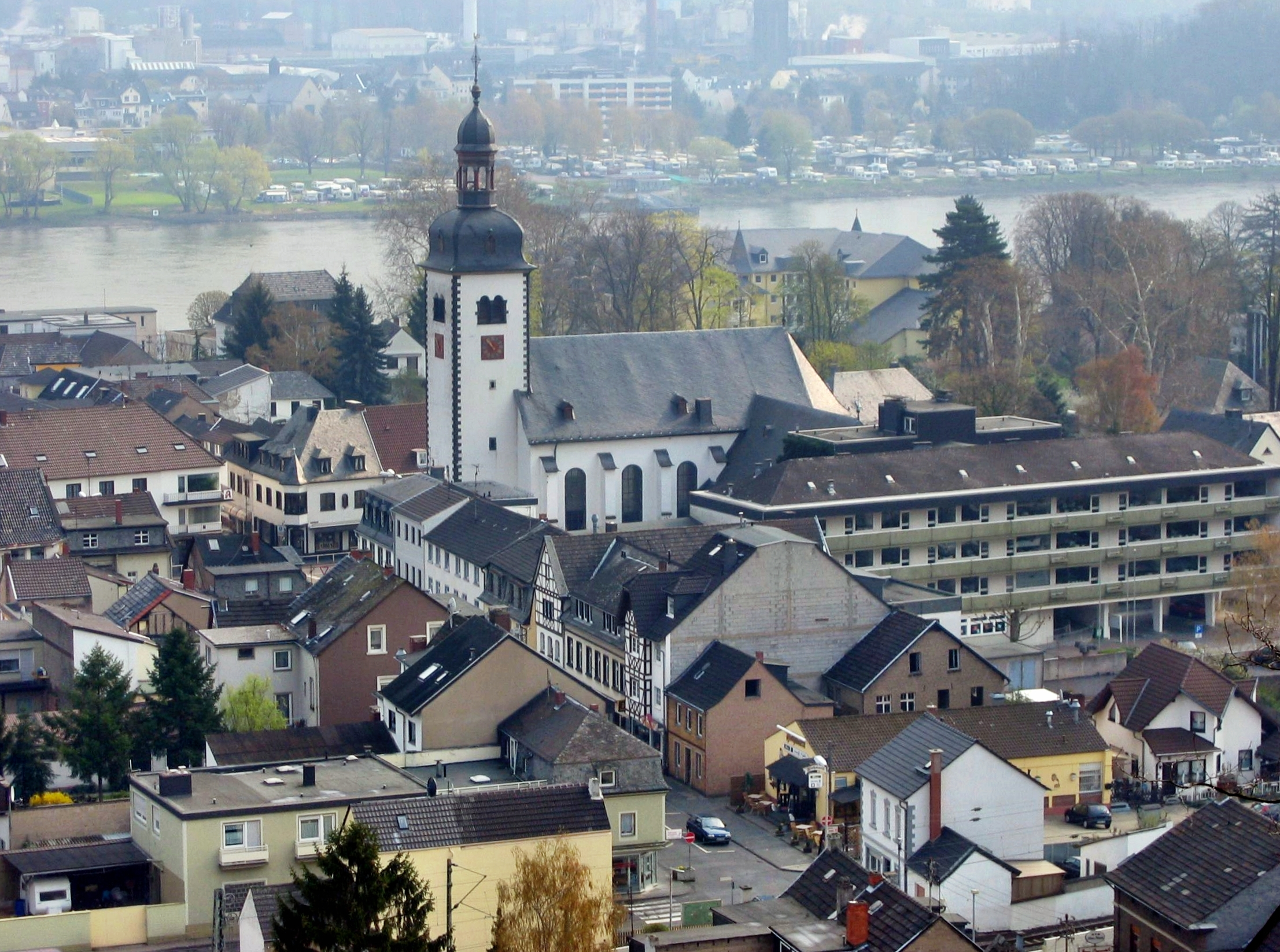
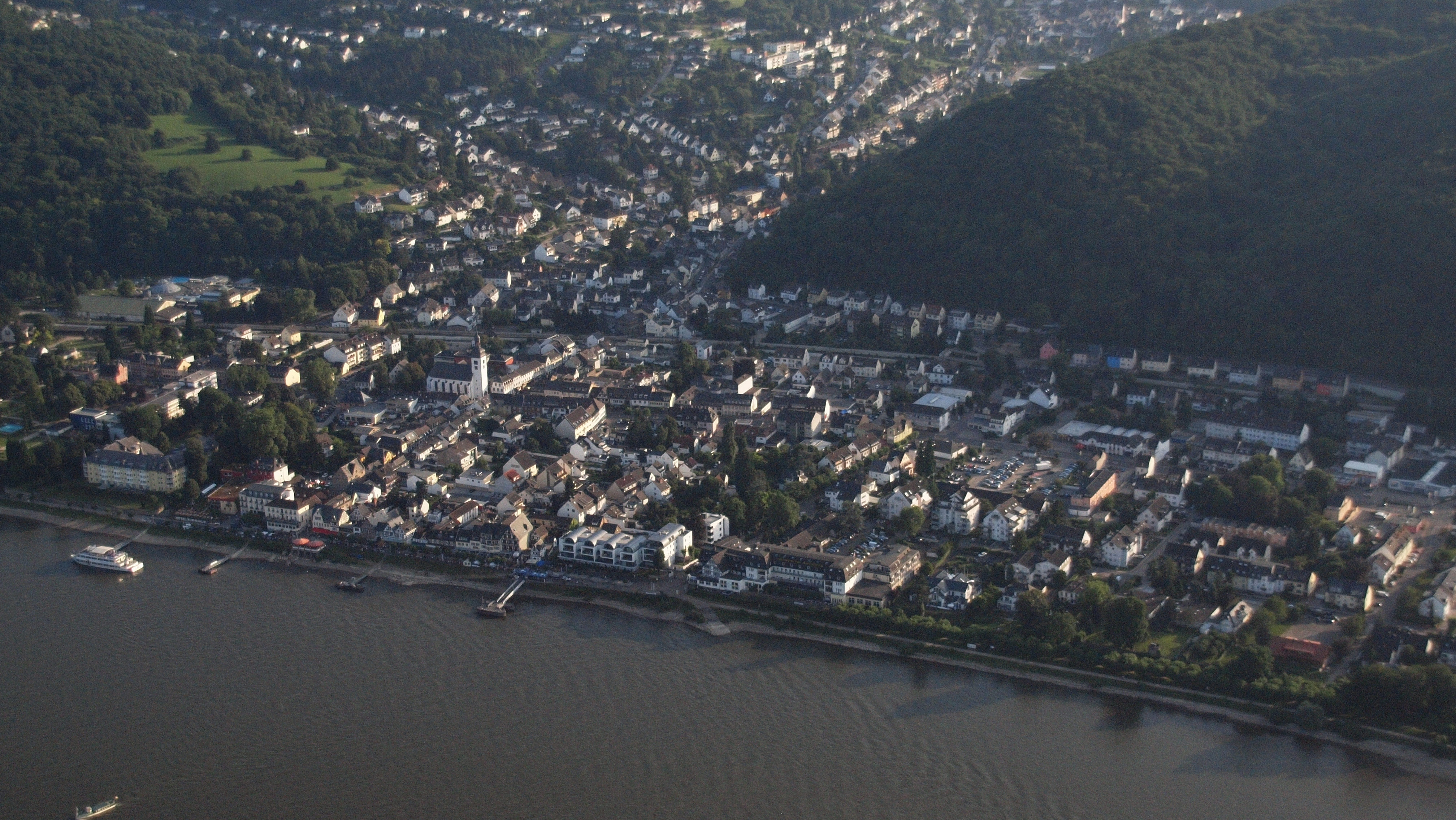
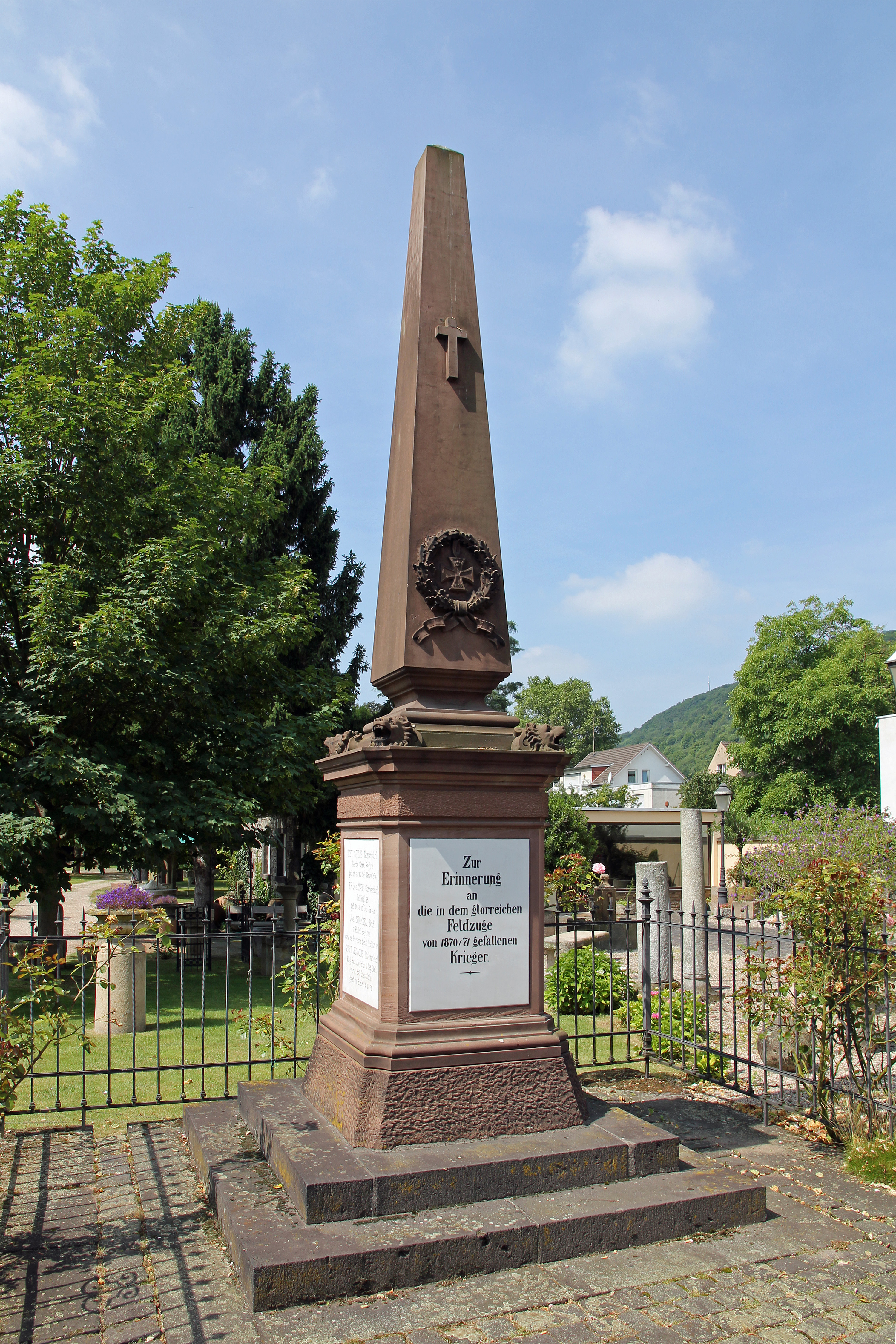
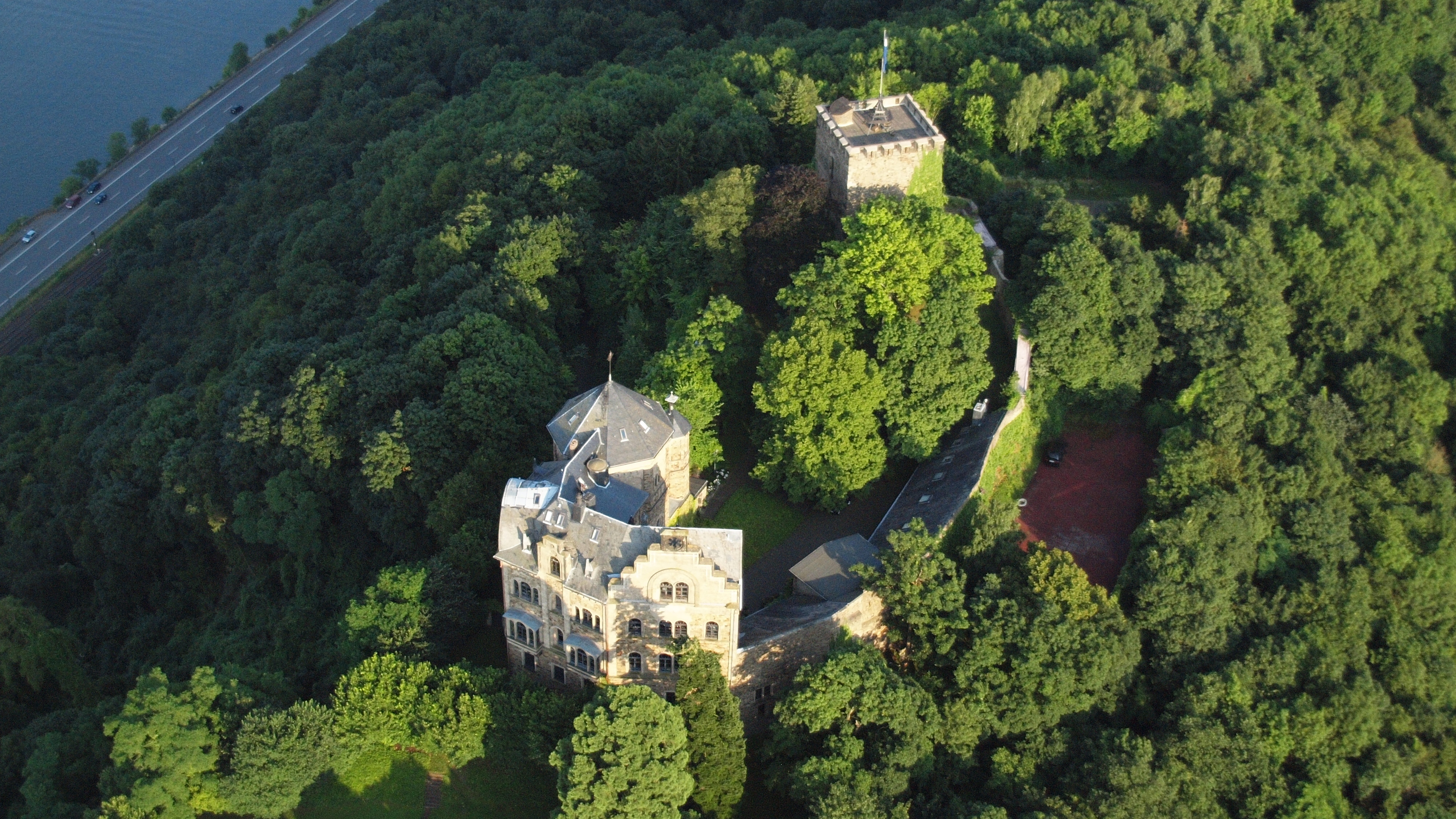
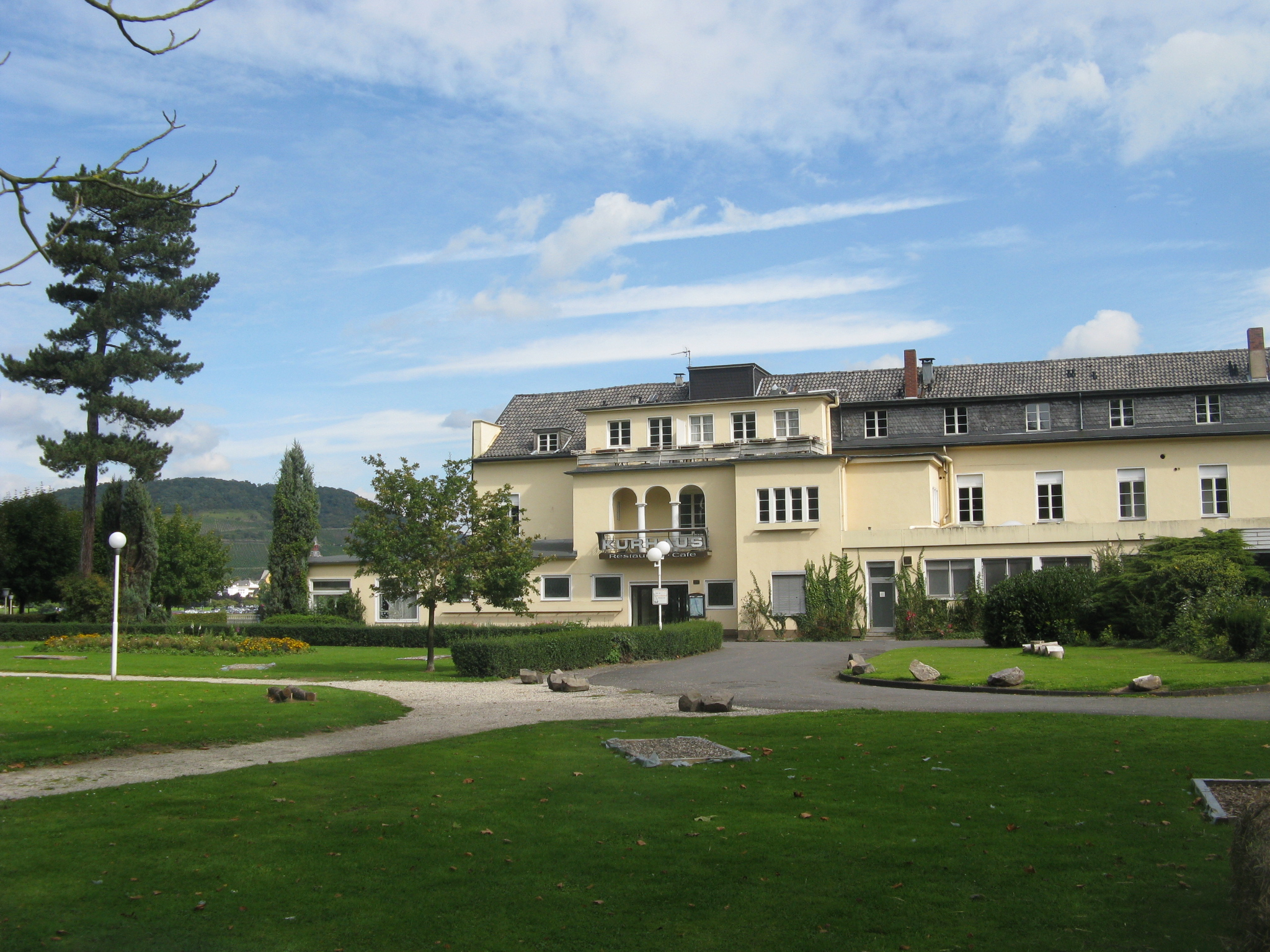